# لامبدا آتش‌دان
لامبدا آتش‌دان یک ستاره است که در صورت فلکی آتشدان قرار دارد.